# Batalla de Castelfidardo
La batalla de Castelfidardo tingué lloc el 18 de setembre de 1860 a Castelfidardo a la regió de les Marques a Itàlia.

## Antecedents bèl·lics històrics
Als voltants de la vila de Castelfidardo el 1355, Rodolfo di Camerano, general de les forces pontifícies a les Marques, havia derrotat el cap gibelí Malatesta di Rimini.
El 1799 els camperols també sostingueren diversos combats amb els francesos que ocupaven Ancona.

## La batalla entre els piemontesos i els Estats Pontificis
El 18 de setembre de 1860 es lliurà la batalla entre el general Christophe Léon Louis Juchault de Lamoricière, cap de l'exèrcit pontifici, i l'exèrcit piemontès partidari de la unificació d'Itàlia. Lamoricière atacà les posicions de Cialdini, les forces del qual ocupaven una línia que partint de Castelfidardo i passant per Crocetta arribava fins al mar.
El combat fou de curta durada, però acarnissat, arribant l'atac al cos a cos. Malgrat estar les forces equilibrades, ja que a cada bàndol hi havia uns 8.000 combatents, l'exèrcit pontifici, compost per homes de diverses nacionalitats, restava mancat de cohesió; els franco-belgues atacaren a la baioneta i es van batre amb gran bravura, però els altres cossos pontificis fugiren a la desbandada, propiciant la derrota final.
Caigueren en poder dels piemontesos més de 400 presoners, quatre canons, una bandera i gran nombre d'armes i municions; 2.000 fugitius es dispersaren pels turons propers i l'endemà 4.000 homes que s'havien retirat a Loreto (Ancona) capitularen entregant les armes. El general Lamorciere, amb alguns dels seus combatents, es retirà a Ancona, ciutat que fou presa el 29 de setembre, donant com a resultat l'annexió de les Marques i d'Úmbria al regne d'Itàlia i el lliure accés de les tropes italianes a les províncies napolitanes.
En la batalla hi participà el capità Francesc Savalls, després general a les forces carlines de la Tercera Guerra Carlina a Catalunya a les ordres del general Georges de Pimodan de l'exèrcit pontifici, que morí en el combat.